# Andrea Alciato
Andrea Alciato (Andreas Alciatus, ur. 8 maja 1492 w Alzate Brianza, zm. 12 stycznia 1550 w Pawii) – włoski humanista i prawnik.
Studiował w Mediolanie, Pawii i Bolonii. W 1514 roku otrzymał w Ferrarze tytuł doktora obojga praw. Do 1517 roku pracował jako prawnik w Mediolanie. W 1519 roku otrzymał stanowisko profesora prawa w Awinionie. Zrezygnował z tej funkcji po dwóch latach z powodów finansowych i przeniósł się z powrotem do Mediolanu.
Zajmował się studiami historycznymi i humanistycznymi, przekładał dzieła greckich pisarzy (Arystofanesa), pisał epigramaty, które później wykorzystał w swojej książce Emblematum liber. Pracował w międzyczasie w Padwie i znów w Awinionie. W 1529 przyjął zaproszenie króla Francji Franciszka I do Bourges, gdzie wykładał do 1533 roku. Zajmował się głównie prawem rzymskim. Zaliczany jest do szkoły postglosatorów. W 1530 roku wydano jego prace De verborum significatione oraz Commentarii ad rescripta principum.
W 1533 roku wrócił do Włoch, prowadząc wykłady w Pawii, Bolonii, Ferrarze, a także na dworze księcia Ercole d`Este. Zmarł w 1550 roku w Pawii, mając 58 lat.
Jego najbardziej znana praca to Emblematum liber – książka składająca się z kunsztownie wykonanych rycin i tekstów poetyckich. Doczekała się kilku znanych wydań, w których cyklicznie powiększano liczbę ilustracji. Była też wielokrotnie tłumaczona.

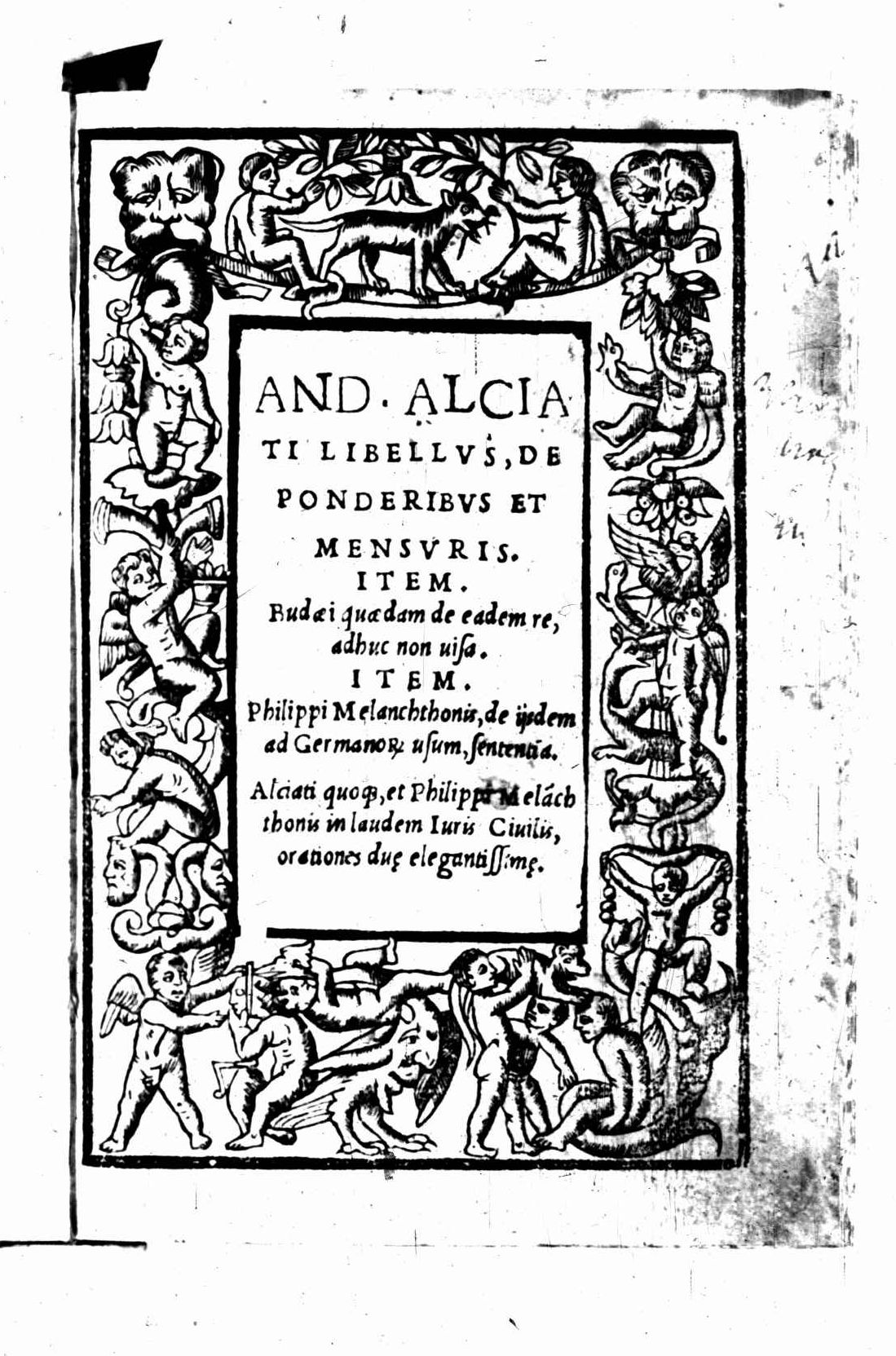
De ponderibus et mensuris, 1532
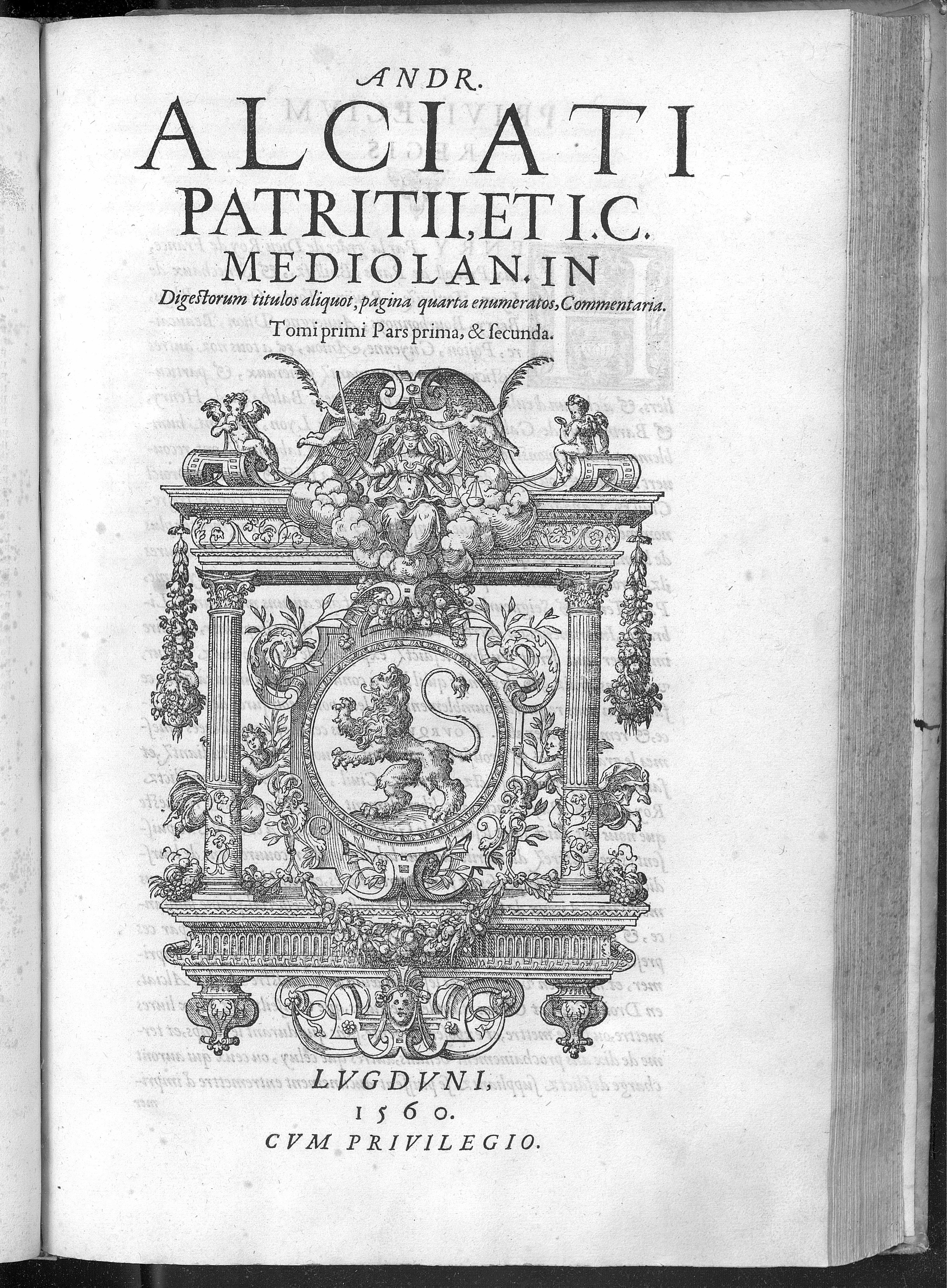
In Digestorum titulos aliquot commentaria, 1560